# Montigny-l’Allier
Montigny-l’Allier település Franciaországban, Aisne megyében. Lakosainak száma 271 fő (2022. január 1.). Montigny-l’Allier Brumetz, Chézy-en-Orxois, Mareuil-sur-Ourcq, Marolles, Neufchelles, Coulombs-en-Valois és Crouy-sur-Ourcq községekkel határos.

## Népesség
A település népességének változása:
| Lakosok száma | 203  | 187  | 202  | 264  | 272  | 277  | 274  | 270  | 269  | 271  |
|               | 1968 | 1982 | 1990 | 2006 | 2013 | 2015 | 2017 | 2019 | 2020 | 2022 |